# Liste der Ämter im Kurfürstentum Trier

Wappen des Kurfürstentums Trier (Trierer Kreuz)

Diese Liste enthält die Ämter (Verwaltungs- und Gerichtsbezirke) des Kurfürstentums Trier, welches 1803 im Reichsdeputationshauptschluss aufgelöst bzw. 1801 im Frieden von Lunéville als Linkes Rheinufer annektiert wurde. Sie wurden, sofern sie (als rechtsrheinische Gebiete) nicht anderen Territorien wie dem Herzogtum Nassau zugeschlagen wurden, während der Franzosenzeit durch andere Verwaltungseinheiten ersetzt. Ab 1798 wurden in den annektierten Gebieten 4 Départements eingerichtet und diese bis 1800 in Kantone weiter unterteilt, danach in Arrondissements und Kantone.

## Allgemeines
Kern der Organisation des Erzstiftes Trier im Hochmittelalter waren die Landesburgen. Sie sicherten die Macht des Erzstiftes und wurden durch Burggrafen geleitet. Im 14. Jahrhundert entstand eine Ämterorganisation. Kurfürst Balduin von Luxemburg bildete nach französischem Vorbild eine Ämterverwaltung. An der Spitze der Ämter stand nun ein Amtmann. Diese Ämterbildung war nicht ein einzelner Akt, sondern wurde in einer Vielzahl von einzelnen Schritten unter Berücksichtigung der lokalen Besonderheiten vorgenommen. In der Amtszeit Balduins sind 30 Ämter urkundlich erwähnt. Bis Ende der 1320er Jahre erscheinen nur die Ämter Montabaur (1312), Neuerburg bei Wittlich (1324), Grimburg (1328) und Münstermaifeld (1328). Die restlichen Ämter werden 1333 bis 1351 erstmals erwähnt. Dies sind: Bacharach, Baldeneck, Balduinstein, Bergzabern, Bernkastel, Blieskastel, Boppard, Ehrenbreitstein, Grimburg, Hartenfels, Koblenz, Kobern, Kyllburg, Liebenburg, Limburg, Manderscheid, Mayen, Montabaur, Münstermaifeld, Oberstein (zum Loch), Oberwesel, Pfalzel, Saarburg, St. Wendel, Schmidtburg, Sternenberg, Stolzenfels-Niederlahnstein, Wolfstein-Kaiserslautern, Rauschenberg (als Burggrafenamt).
In der einer Aufstellung, die Kurfürst Johann II. von Baden 1498 beauftragt hatte, sind schon 59 Ämter erwähnt. Dies sind: Alken, Arenfels-Hönningen, Baldenau, Baldeneck, Balduinstein, Bernkastel, Beilstein, Blieskastel, Boppard, (Nieder-)Brechen, Cochem, Danun, Dietz, Engers, Ehrenbreitstein, Grimburg, (Zell im) Hamm, Hammerstein, Hartenfels, Hasselbach, Hillesheim, Hirzenach-Sternenberg, Hunolstein, Kaisersesch, Kapellen, Kasselburg, Kempenich, Kobern, Koblenz Stadt, Koblenz Amt, Kyllburg, Leutesdorf, Liebenburg, Limburg, Manderscheid, Mayen, Merzig, Montabaur, Münstermaifeld, Ochtendung, Pfalzel, Pellenz, Ramstein, Saarburg-Saargau, Salm, Schmidtburg, Schönberg, Schönecken, Schwarzenburg, Stolzenfels, Trier, Stadt, Ulmen, Vallendar, Wellmich, Welschbilig, St. Wendel, Wernerseck, (Ober-)Wesel und Wittlich.
Die Ämter im Kurfürstentum Trier waren zugleich Gerichts- als auch Verwaltungsbezirke. Eine Trennung der Rechtsprechung von der Verwaltung war (wie im HRR üblich) nicht gegeben. Anfang des 18. Jahrhunderts wurde die Hohe Gerichtsbarkeit teilweise aus den Ämtern ausgegliedert und in neu gebildete Oberämter zentralisiert. Die Niedere Gerichtsbarkeit verblieb bei den Ämtern. Innerhalb eines Oberamtes war der Amtmann zunehmend für mehrere Ämter in Personalunion zuständig.
Mit der Einnahme des linken Rheinufers durch französische Revolutionstruppen wurden die linksrheinischen Ämter nach 1794 aufgelöst. In der Franzosenzeit wurden stattdessen 1798–1800 Kantone, Arrondissements und Départements gebildet. In der Liste ist diese Auflösung mit 1794 gekennzeichnet, auch wenn die Auflösung wie geschildert ein Prozess war. Rechtsrheinisch blieb der Kurstaat und damit auch die Ämter zunächst noch erhalten, ging aber im Reichsdeputationshauptschluss 1803 unter. Die Amtsstruktur wurde teilweise von den Nachfolgestaaten erhalten, so dass manche Ämter ein Auflösedatum nach dem Ende von Kurtrier haben.

## Liste der Ämter
| Amt                                                                                       | Fläche     | Einwohner (Jahr) | Amtssitz                                                                  | Begründung       | Auflösung                                                                           | Orte | heutige Zugehörigkeit                                                                                  |
| ----------------------------------------------------------------------------------------- | ---------- | ---------------- | ------------------------------------------------------------------------- | ---------------- | ----------------------------------------------------------------------------------- | --- | --- |
| Alken (Oberamt Münstermaifeld, Nieder-Erzstift Trier), Kondominium mit Kurköln            | –          | –                | Alken                                                                     | 14. Jahrhundert  | 1794                                                                                | Alken, Oberfell und Kattenes | Landkreis Mayen-Koblenz                                                                                |
| Baldenau (Oberamt Bernkastel, Ober-Erzstift Trier)                                        | –          | –                | Burg Baldenau                                                             | 14. Jahrhundert  | 1794                                                                                | Bischofsthron, Commen, Heinzerath, Hinzerath, Hontheim, Horath, Hoschel, Longcamp, Moersbach, Morbach, Morscheid, Rapperath, Wederath, Wingerath, Wolsburg | Bernkastel-Wittlich                                                                                    |
| Amt Baldeneck (Oberamt Zell, Ober-Erzstift Trier)                                         | –          | –                | Burg Balduinseck                                                          | 14. Jahrhundert  | 1780                                                                                | bis 1780, danach Amt Zell: Beltheim, Frankweiler, Lahr, Lieg, Burgen , Mastershausen, Sabershausen, Sosberg, Treis, Zilshausen | Rhein-Hunsrück-Kreis                                                                                   |
| Bergpflege (Nieder-Erzstift Trier)                                                        | –          | –                | –                                                                         | 14. Jahrhundert  | 1794                                                                                | Bubenheim, Güls, Kaltenengers, Kärlich, Kesselheim, Kettig, Metternich, Mülheim, Rübenach, St. Sebastian, Urmitz, Wallersheim, Weißenthurm zeitweise: Engers | Landkreis Mayen-Koblenz                                                                                |
| Bergzabern                                                                                | –          | –                | Burg Bergzabern                                                           | 1394             | 1410                                                                                | Burg und Stadt Bergzabern | Landkreis Südliche Weinstraße                                                                          |
| Bernkastel (Oberamt Bernkastel, Ober-Erzstift Trier)                                      | 66,84 km²  | 4743 1787        | Bernkastel, Gestade 12                                                    | 14. Jahrhundert  | 1794                                                                                | Berncastel, Cues, Grach, Monzel, Monzelfeld, Neumagen, Osann, Thron | Bernkastel-Wittlich                                                                                    |
| Blieskastel                                                                               | -          | -                | Blieskastel                                                               | 1337             | 1660                                                                                | Blieskastel, Habkirchen, Bebelsheim, Wittersheim, Erfftweiler, Würzbach, Ballweiler und die Hälfte von Raubenheim | Saarpfalz-Kreis                                                                                        |
| Boppard (Oberamt Boppard, Nieder-Erzstift Trier)                                          | 195 km²    | 5329 1789        | Kurfürstliche Burg (Boppard)                                              | 1312             | 1794                                                                                | Brey, Bornhofen, Ehrenthal, Filsen, Kamp, Niederkestert, Oberkestert, Lykershausen, Salzig, Niederspay, Oberspay, Weiler | Rhein-Hunsrück-Kreis, Landkreis Mayen-Koblenz, Rhein-Lahn-Kreis                                        |
| Camberg (Nieder-Erzstift Trier)                                                           | –          | –                | Amthof in Camberg                                                         | 1535 zu Kurtrier | 1816 1803 – 1806 zu Nassau-Weilburg ab 1806 im Herzogtum Nassau                     | Camberg, Dombach, Erbach, Haintchen, Oberselters, Schwickershausen, Würges, | Landkreis Limburg-Weilburg                                                                             |
| Cobern                                                                                    | –          | –                | Oberburg Kobern                                                           | 14. Jahrhundert  | 15. Jahrhundert                                                                     | Kobern, Wolken, Polch, Kaan und Ruitsch | Landkreis Mayen-Koblenz                                                                                |
| Coblenz, Amt und Stadt (Nieder-Erzstift Trier)                                            | -          | -                | Koblenz, Kurfürstliches Schloss                                           | 14. Jahrhundert  | 1794                                                                                | Coblenz (Stadt), Coblenzer Höfe, Moselweis, Neuendorf | Koblenz                                                                                                |
| Cochem                                                                                    | 256,77 km² | 8278 1787        | Cochem, Kurtrierisches Gerichtshaus                                       | 1294             | 1794                                                                                | Alflen, Bertrich, Beuren, Clotten, Cochem, Cond, Dohr, Driesch, Ellenz, Enders Mühlen, Ernst, Faid, Fankel, Georgweiler, Gevenich, Gillenbeuren, Greimersburg, Hambuch, Illerich, Kaye, Kayfenheim, Kenfus, Kliding, Landkern, Lech (Hof), Lutzerath, Mesenich, Nehren, Poltersdorf, Pommeren, Prachtendorf, Priden, Pruttig, Schmitt, Strotzbüsch, Sehl, Urschmitt, Valwig, Wagenhausen, Weiler, Wirfus, Wolmerath, Zeltingen | Cochem-Zell, Bernkastel-Wittlich, Vulkaneifel                                                          |
| Cröver Reich (Oberamt Bernkastel, Ober-Erzstift Trier), Kondominium mit Pfalz-Zweibrücken | –          | –                | Kröv                                                                      | 14. Jahrhundert  | 1794                                                                                | Kröv (Kövenig), Reil, Kinheim (Kindel), Bengel, Kinderbeuern, Erden und verschiedene kleinere Höfe | Landkreis Bernkastel-Wittlich                                                                          |
| Daun                                                                                      | –          | –                | Burg Daun                                                                 | 14. Jahrhundert  | 1798                                                                                | Ascheid (Daun) , Beinhausen, Berlingen, Boberath, Bodenbach, Bongard, Borler, Borberg, Brockscheid, Cradenbach, Dankerath, Darscheid, Daun, Flecken, Demerath, Elscheid, Gifingen , Gefell, Gelenberg, Gemünden, Hinterweiler, Hoenerbach, Horscheid, Immerath, Kellberg, Kirchweiler, Küttelbach, Mehren, Meisenthal, Mühlenbach (Daun), Mückelen, Neichen, Nerdelen, Neroth, Niederwinkel, Nohn, Oberehe, Oberscheidweiler, Rengen, Rockeskiel, Rudenbach, Sarmesbach, Saxeler, Schalkenmehren, Schönbach, Senscheid, Steinborn, Steinenberg, Steiningen, Stroheich, Strohn, Tettscheid, Trierscheid, Trittscheid, Udeler, Udersdorf, Uzerath, Walsdorf, Weyersbach, Zermühlen | Landkreis Vulkaneifel                                                                                  |
| Ehrenbreitstein (Nieder-Erzstift Trier)                                                   | –          | –                | Festung Ehrenbreitstein                                                   | 1344             | 1816 1803 – 1806 zu Nassau-Weilburg ab 1806 im Herzogtum Nassau                     | Arzbach, Arzheim, Cadenbach, Capellen, Ehrenbreitstein (Mühle), Ehrenbreitstein (Thal), Eutelborn, Horchheim, Lay, Maller, Neudorf, Neuheusel, Niederberg, Niederlahnstein, Niederwerth, Paffendorf, Simmern, Urbar, Urbarer Mühle, Waldesch | Koblenz, Landkreis Mayen-Koblenz, Rhein-Lahn-Kreis, Westerwaldkreis                                    |
| Engers                                                                                    | –          | –                | Schloss Engers                                                            | 14. Jahrhundert  | 1794                                                                                | Engers | Landkreis Neuwied                                                                                      |
| Gallscheider Gericht (Oberamt Boppard, Nieder-Erzstift Trier)                             | –          | –                | 50.149022 7.589861                                                        | 1508             | 1894                                                                                | Beulich, Bickenbach, Buchholz, Dieler, Dörth, Halsenbach, Hausbay (Teil), Herschwiesen mit Burg Schöneck, Hübingen, Kratzenburg, Lingerhahn, Mermicherhof, Morshausen, Ney, Oppenhausen, Rom, Thörlingen, Udenhausen, Windhausen | Rhein-Hunsrück-Kreis                                                                                   |
| Grenzau                                                                                   | –          | –                | Burg Grenzau                                                              | 13. Jahrhundert  | 1803                                                                                | Ransbach, Baumbach, Nauort, Kammerforst, Sessenbach, Wirscheid, Caan, Grenzau, Breitenau, Hirzen, Ellenhausen, Wittgert, Deesen, Oberhaid | Westerwaldkreis                                                                                        |
| Grimburg                                                                                  | –          | –                | Burg Grimburg                                                             | 1328             | 1794                                                                                | Bescheid, Beuren, Bierfeld, Braunshausen, Geisfeld, Gusenburg, Hermeskail, heutiger Name: Hermeskeil, Hinzert, Holzerath, Kell, heutiger Name: Kell am See, Confeld, heutiger Name: Konfeld, Malborn, Manderen, heutiger Name: Mandern, Mitlosheim, Morsholz, heutiger Name: Morscholz, Nonweiler, heutiger Name: Nonnweiler, Ollmuth, Otzenhausen, Pölert, Rappweiler, Rascheid, Reinsfeld, Sauscheid, heutiger Name: Grimburg, Steinberg, Sitzert, heutiger Name: Sitzerath, Theilen, heutiger Name: Thailen, Wadrill, Weiskirchen, Zwollbach, heutiger Name: Zwalbach | Landkreis Trier-Saarburg, Landkreis St. Wendel, Landkreis Merzig-Wadern, Landkreis Bernkastel-Wittlich |
| Hammerstein (Nieder-Erzstift Trier)                                                       | –          | –                | Hammerstein (am Rhein)                                                    | 1419             | 1788 1788 zum Amt Engers 1803 – 1806 zu Nassau-Weilburg ab 1806 im Herzogtum Nassau | Irlich, Leudesdorf, Oberhammerstein, Niederhammerstein, Rheinbrohl, Hönningen mit Ahrenfels und Ariendorf (soweit zum Kirchspiel Hönningen gehörend) | Landkreis Neuwied                                                                                      |
| Hasselbach                                                                                | –          | –                | Hasselbach                                                                | 1420             | 16. Jahrhundert                                                                     | Hasselbach | Hochtaunuskreis                                                                                        |
| Heimbach                                                                                  | –          | –                | Heimbach                                                                  | –                | –                                                                                   | Heimbach, Weis und Gladbach | Landkreis Neuwied                                                                                      |
| Herschbach (Nieder-Erzstift Trier)                                                        | –          | –                | Herschbach                                                                | 1664             | 1803                                                                                | Bürdenbach, Epgert, Eulenberg, Güllesheim, Hartenfels, Herschbach, Horhausen, Huf, Krümmel, Krunkel, Lauchert, Marienhausen, Marienrachdorf, Maroth, Niedersteinebach, Obersteinebach, Peterslahr, Pleckhausen, Schenkelberg, Sessenhausen, Trierischhausen und Willroth | Westerwaldkreis                                                                                        |
| Hillesheim                                                                                | –          | –                | Hillesheim                                                                | 14. Jahrhundert  | 1794                                                                                | Stadt Hillesheim, Berendorf, Bergheim, Bolsdorf, Bouderath, Roderath und Vussem | Landkreis Vulkaneifel, Kreis Euskirchen                                                                |
| Hunolstein (Oberamt Bernkastel, Ober-Erzstift Trier)                                      | –          | –                | Burg Hunolstein                                                           | 1488             | 1794                                                                                | Berg, Elzerath, Gonzerath, Gräfenthron, Gudenthal, Haag, Hunolstein, Licht, Merscheid, Odert, Ridenburg, Weiperath | Bernkastel-Wittlich                                                                                    |
| Kaisersesch (Oberamt Mayen, Nieder-Erzstift Trier)                                        | –          | –                | kurtrierische Amtshaus (Burgmannenhaus, „Altes Gefängnis“) in Kaisersesch | 13. Jahrhundert  | 1794                                                                                | Düngenheim, Eulgem, Gamlen, Kaisersesch, Urmersbach | Landkreis Cochem-Zell                                                                                  |
| Herrschaft Kempenich (Oberamt Mayen, Nieder-Erzstift Trier)                               | –          | –                | Kempenich                                                                 | 1776             | 1794                                                                                | Blasweiler, Engelen, Hausten, Kirchesch, Leimbach, Lederbach, Kempenich, Spessart und Waberen | Landkreis Ahrweiler                                                                                    |
| Kyllburg                                                                                  | –          | –                | Kyllburg ehemaliges kurfürstliches Rentamt                                | 14. Jahrhundert  | 1794                                                                                | Hof Bruderholz, Dahlem, Ehlenz, dem Hof Etteldorf, Kyllburg, Kyllburgweiler, Lünebach, Meisburg, Merlscheid, Neidenbach, Orsfeld, Sankt Thomas, Schleid, Spang, Usch, Wilsecker und Zendscheid | Eifelkreis Bitburg-Prüm                                                                                |
| Limburg (Nieder-Erzstift Trier)                                                           | –          | –                | Limburg an der Lahn, Ehemaliges Kurtrierer Amtshaus                       | 14. Jh.          | 1866 1803 – 1806 zu Nassau-Weilburg ab 1806 im Herzogtum Nassau                     | Arfurt, Balduinstein, Dietkirchen, Elz, Eschhofen, Hausen, Langhecke (Anteil), Limburg, Lindenholzhausen, Mühlen, Niederbrechen, Niederselters, Oberbrechen, Villmar, Werschau | Landkreis Limburg-Weilburg                                                                             |
| Manderscheid                                                                              | –          | –                | Manderscheid, kurfürstliche Kellnerei                                     | 14. Jahrhundert  | 1794                                                                                | Altenhof bei Landscheid, Arenrath, Bleckhausen, Binsfeld, Burg, Deudesfeld, Gipperath, Greimerath, Hau, Hütt, Landscheid, Manderscheid, Stadt, Mühlbach, Niederkail, Niederöflingen, Niederscheidweiler, Niederstadtfeld, Oberstadtfeld, Plein, Raskopp, Schütz, Weidenbach | Bernkastel-Wittlich, Vulkaneifel                                                                       |
| Maximin                                                                                   | –          | –                | Abtei St. Maximin                                                         | 1669             | 1794                                                                                | - Hochgericht Detzem: Breit (Breid), Büdlich, Detzem, Naurath, Pölich (Poelich), Schönberg - Hochgericht Fell: Fastrau, Fell, Herl (Herll), Issel, Kenn, Kirsch, Longuich, Lörsch, Lorscheid, Riol - Hochgericht Ruwer: Ruwer (links der Ruwer), Abtei St. Maximin, Mertesdorf mit Grünhaus, Tarforst - Hochgericht Oberemmel: Oberemmel | Landkreis Bernkastel-Wittlich, Landkreis Trier-Saarburg, Trier                                         |
| Mayen (Oberamt Mayen, Nieder-Erzstift Trier)                                              | –          | –                | Mayen, Genovevaburg                                                       | 13. Jahrhundert  | 1794                                                                                | Kehrig, Allenz, Berresheim, Masburg, Müllenbach, Laubach, Hauroth, Bermel, Nickenich, Niedermendig, Thür, Wassenach, Welling, Kottenheim, Plaid, Trimbs, Eich, Kretz, Bell, Hausen-Betzing, Ettringen | Landkreis Mayen-Koblenz                                                                                |
| Merzig (Ober-Erzstift Trier)                                                              | –          | –                | Merzig, ehem. Kurfürstliches Schloss                                      | 1779             | 1794                                                                                | Bachem, Bardenbach, Bergen, Besseringen, Biehl, Biezen, Britten, Brotorf, Buschfeld, Düppenweiler, St. Gangolph, Harlingen, Hausbach, Losheim, Menningen, Merzig, Mettlach, Oppen, Niederlosheim, Nunkirchen, Ponten, Rimlingen, Rissenthal, Saarhölzbach, Scheiden, Wahlen, Wallhölzbach | Landkreis Merzig-Wadern                                                                                |
| Monreal (Oberamt Mayen, Nieder-Erzstift Trier)                                            | –          | –                | Burg Monreal                                                              | 1555             | 1794                                                                                | Stadt Monreal und das Kirchspiel Masburg (Bermel, Eppenberg, Hauroth, Kalenborn, Laubach, Masburg, und Müllenbach) | Landkreis Mayen-Koblenz                                                                                |
| Montabaur (Nieder-Erzstift Trier)                                                         | –          | –                | Schloss Montabaur                                                         | 1312             | 1816 1803 – 1806 zu Nassau-Weilburg ab 1806 im Herzogtum Nassau                     | Stadt Montabaur, Pfaffenacker, Allmannshausen, Sauerthal, Horressen, Kadenbach, Arzbach, Eitelborn, Dernbach, Eschelbach, Elgendorf, Siershahn, Ebernhahn, Wirges, Helferskirchen, Niederdorf, Böhlingen, Hosten, Ober- und Niederötzingen, Leuterod, Moschheim, Moschheim, Boden, Bannerscheid, Staudt, Heiligenroth, Wirzenborn, Reckenthal, Bladernheim, Ettersdorf, Untershausen, Stahlhofen, Daubach, Welschneudorf, Niederelbert, Oberelbert, Holler, Gackenbach, Hübingen, Horbach, Dies, „Nentzingen“, Kirchähr | Westerwaldkreis                                                                                        |
| Münstermaifeld (Nieder-Erzstift Trier)                                                    | –          | –                | Münstermaifeld, Kurfürstlicher Hof                                        | 14. Jahrhundert  | 1794                                                                                | Dieblich, Gondorf, Niederfell, Moselkern, Lehmen, Löf, Hatzenport, Müden, Nörtershausen, Karden, Münstermaifeld, Rüber, Küttig, Lasserg, Keldung, Kalt, Gierschnach, Metternich, Naunheim, Pillig, Moselsürsch, Kollig, Kerben, Dreckenach, Mörz, Einig, Gering, Möntenich, Gappenach, Mertloch und Sevenig | Landkreis Mayen-Koblenz                                                                                |
| Oberstein                                                                                 | –          | –                | Oberstein, Schloss Oberstein                                              | 14. Jahrhundert  | 1794                                                                                | Oberstein, Idar, Breungenborn, Mittelreidenbach, Nahbollenbach, Vollmersbach | Landkreis Birkenfeld                                                                                   |
| Oberwesel (Oberamt Boppard, Nieder-Erzstift Trier)                                        | –          | –                | kurtrierische Kellerei in der Oberstraße 13 in Oberwesel                  | 14. Jahrhundert  | 1894                                                                                | Stadt Oberwesel und den Dörfern Birkheim, Damscheid, Dellhofen, Kisselbach, Langscheid, Laudert, Liebshausen, Niederburg, Perscheid, Urbar und Wiebelsheim | Rhein-Hunsrück-Kreis                                                                                   |
| St. Paulin                                                                                | –          | –                | St. Paulin                                                                | 14. Jahrhundert  | 1794                                                                                | Hedert, Huperath, Lohrig (Newel), Maar (Trier), Metzdorf (Langsur), Paulinstraß, Ruwer (rechts der Ruwer), Sirzenich, Zurleuben | Landkreis Trier-Saarburg, Landkreis Bernkastel-Wittlich, Trier                                         |
| Pfalzel                                                                                   | –          | –                | Trier-Pfalzel                                                             | 14. Jahrhundert  | 1794                                                                                | St. Barbara (Trier-Süd), Becond (heutiger Name: Bekond), Biwer (heutiger Name: Biewer), Bonert (heutiger Name: Bonerath), Casell (heutiger Name: Kasel), Clüsserath (heutiger Name: Klüsserath), Conz (heutiger Name: Konz), Cordell (heutiger Name: Kordel), Corlingen (heutiger Name: Korlingen), Ehrang, Eiselsbach (heutiger Name: Eitelsbach), Ensch, Euren, Farsweiler (heutiger Name: Farschweiler), Feyen, Filsch, Föhr (heutiger Name: Föhren), Fusenich, Grünhaus (Hof), Gutweiler, Heidenburg, Heilig Kreuz (heutiger Name: Heiligkreuz), Hetzerath, Hinzenrath (heute Hinzenburg), Hockweiler, Hof in der Fels, Irsch, Köwerich, Leiwen, Löwenbrücken, Longen, Mariener Mühle, Matheisdorf (Trier-Süd), Medart (heutiger Name: Medard), Mering (heutiger Name: Mehring), Merzelich (heute Konz-Karthaus), Morscheid, Naurath, Oberkerig (heutiger Name: Oberkirch), Osburg, Pallien, Pfalzel, Riveres (heutiger Name: Riveris), Schleich, Schöndorf, Schweich, Siechhof zu St. Jost, Thoernich, Thom (heutiger Name: Thomm), Trittenheim, Waltrach (heutiger Name: Waldrach), Weinlay (Mühle), Zewen | Trier, Landkreis Trier-Saarburg, Landkreis Bernkastel-Wittlich                                         |
| Pronsfeld (Schönberg, (Oberamt Prüm))                                                     | –          | –                | Pronsfeld                                                                 | 14. Jahrhundert  | 1794                                                                                | Pronsfeld, Euscheid, Kinzenburg, Lichtenborn, Lierfeld, Lünebach, Masthorn, Matzerath, Ober- und Niederhabscheid, Oberüttfeld, Pittenbach, Stalbach, Strickscheid, Watzerath und Hollnich; Hof Eilscheid: Eilscheid, Dackscheid, Hargarten, Lambertsberg und Lascheid sowie Hof Ordenbach | Eifelkreis Bitburg-Prüm                                                                                |
| Prüm (Oberamt Prüm)                                                                       | –          | –                | Prüm                                                                      | 1576             | 1794                                                                                | Stadt Prüm, 15 Schultheißereien (Birresborn, Bleialf, Büdesheim, Gondenbrett, Hermespand, Mürlenbach, Niederprüm, Olzheim, Rommersheim, Seffern, Sellerich, Schwirzheim, Wallersheim, Wetteldorf und Winterspelt), einer Meierei (daunischer Hof mit Oberlascheid und Radscheid) und 6 Dörfern (Hinterhausen, Lissingen, Ooß, Kopp, Niederhersdorf und Oberlauch) | Eifelkreis Bitburg-Prüm und Landkreis Vulkaneifel                                                      |
| Saarburg                                                                                  | –          | –                | Burg Saarburg                                                             | 14. Jahrhundert  | 1794                                                                                | Ayl, Baldringen, Berg, Beuren, Beurig, Bibelhausen (heutiger Name Biebelhausen), Bilzingen, Boutschdorf (heutiger Name Butzdorf), Cahren (heutiger Name Kahren), Coenen (heutiger Name Könen), Collesleuken (heutiger Name Kollesleuken), Comblingen (heutiger Name Kommlingen), Crüttenach (heutiger Name Krettnach), Crufft, Cruffter Höf, Cruffter Oelmühle, Cruttweiler (heutiger Name Krutweiler), Cummeren (heutiger Name Kümmern), Dillmar (heutiger Name Dilmar), Essingen (heutiger Name Esingen), Faha, Filzen, Fromersbach (heutiger Name Frommersbach), Greimerath, Hamm, Helfand (heutiger Name Helfant), Henteren (heutiger Name Hentern), Irsch, Kellsen (heutiger Name Kelsen), Kesslingen, Kirf, Körrig, Lampaden, Mannebach, Merteskirch (heutiger Name Merzkirchen), Meurig (heutiger Name Meurich), Münzingen, Nennig, Niederleucken (heutiger Name Niederleuken), Niedermennig, Niederseer (heutiger Name Niedersehr), Niedersoest, Niederzerf, Oberleucken (heutiger Name Oberleuken), Obermennig, Oberseer (heutiger Name Obersehr), Obersoest, Oberzerf, Ockfen, Palzem, Paschel, Pellingen, Pertenbach, (heutiger Name Perdenbach), Portz, Roehlingen (heutiger Name Nittel/Rehlingen), Rommelfangen, Saarburg (Stadt), Schönberg (heutiger Name Schömerich), Schuden (heutiger Name Schoden), Serrig, Sidlingen (heutiger Name Südlingen), Sintz (heutiger Name Sinz), Taweren (heutiger Name Tawern), Tetting (heutiger Name Tettingen), Trassem, Waweren, heutiger Name Wawern, Wies (Nennig) | Landkreis Trier-Saarburg, Landkreis Merzig-Wadern                                                      |
| Sayn (Nieder-Erzstift Trier)                                                              | –          | –                | Burg Sayn                                                                 | 1606/1652        | 1803                                                                                | Mülhofen, Sayn und Stromberg | Westerwaldkreis                                                                                        |
| Schmidtburg                                                                               | –          | –                | Schmidtburg                                                               | 14. Jahrhundert  | 1794                                                                                | Bundenbach, Bruschied, Sulzbach, Schlierschied, das Hochgericht Rhaunen (Rhaunen, Weitersbach, Krummenau, Oberkirn, Stipshausen, Bollenbach, Schwerbach, Sulzbach), Hottenbach, Hollertshausen und Laufersweiler | Landkreis Bad Kreuznach                                                                                |
| Schönberg (Oberamt Prüm)                                                                  | –          | –                | Schönberg                                                                 | 1374             | 1794                                                                                | Hof Amelscheid: Amelscheid, Schönberg, Alfersteg, Buchet, Landersfeld, Mützenich, Niederlascheid, Radscheid und Rödgen; Hof Auw: Kobscheid, Roth, Schlausenbach, Verschneid und Wischeid; Hof Manderfeld: Afst, Manderfeld, Allmuthen, Andler, Berterath, Eimerscheid, Hergersberg, Holzheim, Hüllscheid, Igelmond, Krewinkel, Lanzerath, Losheim, Medendorf, Merlscheid und Weckerath | Deutschsprachige Gemeinschaft, Eifelkreis Bitburg-Prüm                                                 |
| Schönecken (Oberamt Prüm)                                                                 | –          | –                | Burg Schönecken                                                           | 1384             | 1794                                                                                | Flecken Schönecken; Meierei Dingdorf: Dingdorf, Giesdorf, Heisdorf, Niederlauch, Winringen und eine Mühle in Schweisthal; Meierei Plütscheid: Plütscheid, Greimelscheid, Staudenhof und eine Mühle zu Mauel; Meierei Weinsheim: Weinsheim und Gondelsheim; Zennerei Langenfeld: Langenfeld, Hof Irsfeld und Lasel; Hof Pronsfeld: Pronsfeld, Euscheid, Kinzenburg, Lichtenborn, Lierfeld, Lünebach, Masthorn, Matzerath, Ober- und Niederhabscheid, Oberüttfeld, Pittenbach, Stalbach, Strickscheid, Watzerath und Hollnich; Hof Eilscheid: Eilscheid, Dackscheid, Hargarten, Lambertsberg und Lascheid sowie Hof Ordenbach | Eifelkreis Bitburg-Prüm                                                                                |
| Trier                                                                                     | –          | –                | Trier                                                                     | 14. Jahrhundert  | 1794                                                                                | Fausenburg, Geishof, Löwenbrücken, Marcusberger-Hof, Olewig-Hof, Pallien, Rockeskiel, Trier, Trimmelter-Hof | Trier, Landkreis Vulkaneifel                                                                           |
| Udenesch                                                                                  | –          | –                | Esch (bei Wittlich)                                                       | 1250 bzw. 1577   | 1684                                                                                | Esch, Sehlem, Salmrohr, Neumagen, Platten | Landkreis Bernkastel-Wittlich                                                                          |
| Ulmen                                                                                     | –          | –                | Ulmen                                                                     | 14. Jahrhundert  | 1794                                                                                | Auderath, Brück, Filz, Hochpochten, Meiserich, Ulmen, Wagenhausen, Wollmerath und dem Hof Furth | Landkreis Cochem-Zell                                                                                  |
| Vallendar (Nieder-Erzstift Trier)                                                         | –          | –                | Vallendar                                                                 | 1363             | 1816 1803 – 1806 zu Nassau-Weilburg ab 1806 im Herzogtum Nassau                     | Orte: Höhr, Hillscheid, Mallendar, Mallerberg, Vallendar, Weitersburg Kirchspiele: Breitenau, Heimbach, Rauert, Ransbach | Westerwaldkreis, Landkreis Mayen-Koblenz, Landkreis Neuwied                                            |
| Villmar                                                                                   | –          | –                | Burg Villmar                                                              | 1362             | 1565                                                                                | Villmar, Arfurt | Landkreis Limburg-Weilburg                                                                             |
| Wehrheim                                                                                  | –          | –                | Wehrheim, kurtrierscher Amtshof                                           | 1543             | 1814 1803 – 1806 zu Nassau-Weilburg ab 1806 im Herzogtum Nassau                     | Wehrheim, Anspach, Obernhain und das Kloster Thron | Gemeinde Wehrheim und Stadt Neu-Anspach im Hochtaunuskreis                                             |
| Weiden (Oberamt Bernkastel, Ober-Erzstift Trier)                                          | –          | –                | Schloss Wartenstein                                                       | 14. Jahrhundert  | 1794                                                                                | Weiden, Herborn, Hahnenbach Königsau und Niederhosenbach | Landkreis Birkenfeld, Landkreis Bad Kreuznach                                                          |
| Wellmich (Oberamt Boppard, Nieder-Erzstift Trier)                                         | –          | –                | Wellmich                                                                  | 14. Jahrhundert  | 1816 1803 – 1806 zu Nassau-Weilburg ab 1806 im Herzogtum Nassau                     | Wellmich, Prath, Dahlheim, Hirzenach, Rheinbay | Rhein-Lahn-Kreis, Rhein-Hunsrück-Kreis                                                                 |
| Welschbillig                                                                              | –          | –                | Welschbillig, Burg Welschbillig                                           | 1374             | 1798                                                                                | Besselich, Dahlem, Eisenach, Gilzen, Hinkel (gehört heute zu Luxemburg), Hofweiler, Idenheim, Idesheim, Ittel, Kerscht, Kill, Moehn, Noewel, Olck, Pfalzkill, Roehl, Sülm, Trierweiler, Udelfangen, Wellkill, Welschbillig | Landkreis Trier-Saarburg, Eifelkreis Bitburg-Prüm, Kanton Echternach                                   |
| St. Wendel                                                                                | –          | –                | St. Wendel, Amtshaus                                                      | 1326             | 1794                                                                                | Alzfassen, Baldersweiler, Born, Breitenborn, Dautweiler, Eisweiler, Fursweiler, Gehweiler, Hasborn, Heisterberg, Hohfeld, Hüttigweiler, Imsweiler, Lehbach, Mauschbach, Pinsweiler, Rasweiler, Reitscheid, Roschberg, Thelei, Urweiler, St. Wendel | Landkreis St. Wendel, Landkreis Neunkirchen                                                            |
| Wittlich                                                                                  | –          | 10.526 1784      | Wittlich                                                                  | 14. Jahrhundert  | 1794                                                                                | Altrich, Belingen, Berlingen, Bombogen, Büscheit, Carl, Crames, Dorff, Dürbach, Emmel, Esch, Ferres, Filzen, Flusbach, Groslittgen, Haart, Hontheim, Kesten, Kirchhof, Krinkhof, Lieser, Luxem, Maringen, Minderlittgen, Minheim, Müster, Musweiler, Neuerburg, Noviand, Olckenbach, Piesport, Platten, Pollbach, Rensport, Riwenich, Salmenror, Sehlem, Urzig, Vailz und 2 Mühlen, Wehlen, Wengenror, Wintrich, Wischpett, Wittlich, Wittlicher Mühlen | Bernkastel-Wittlich                                                                                    |
| Zell                                                                                      | –          | –                | Zell an der Mosel, Kurtrierisches Burghaus                                | 14. Jahrhundert  | 1794                                                                                | Aldegund, Alf, Blankenrath, Bremm, Briedel, Burg, Correy, Ediger, Eller, Forst, Grenderich, Haserich, Kaimt, Lötzbeuren, Merl, Neef, Panzweiler, Pünderich, Reidenhausen, Schauren, Senheim, Tellig, Wallhausen, Zell ab 1780 (zuvor Amt Baldeneck): Beltheim, Frankweiler, Lahr, Lieg, Burgen, Mastershausen, Sabershausen, Sosberg, Treis, Zilshausen | Cochem-Zell, Bernkastel-Wittlich, Rhein-Hunsrück                                                       |